# Александровка (Никольское сельское поселение)
Алекса́ндровка — деревня в Октябрьском районе Челябинской области России. Входит в состав Никольского сельского поселения.

## География
Деревня находится на востоке Челябинской области, в лесостепной зоне, на расстоянии примерно 31 км (по прямой) к западу-северо-западу (WNW) от села Октябрьское, административного центра района. Абсолютная высота — 194 м над уровнем моря.

## Население
| 2002 | 2010 |
| ---- | ---- |
| 285  | ↘165 |

Гендерный состав
По данным Всероссийской переписи населения 2010 года в гендерной структуре населения мужчины составляли 40 %, женщины — соответственно 60 %.
Национальный состав
Согласно результатам переписи 2002 года, в национальной структуре населения русские составляли 91 %.

## Улицы
Уличная сеть деревни состоит из двух улиц (8 Марта и Береговая).